# رشيد ملحس
رشيد ملحس (3 نوفمبر 1969 -)، ممثل ومخرج ومذيع أردني من أصل فلسطيني.

## حياته ومشواره المهني
ولد في محافظة إربد أنهى دراسته الأكاديمية من روسيا في العام 1994 في المسرح وهو حاصل على درجة الماجستير فيها، وهو عضو مسجل في نقابة الفنانين الأردنيين.
بدأ مشواره في التمثيل في العام 1995 من خلال أدوار مهمة في عدة مسلسلات أردنية ثم عمل مدير لبعض المهرجانات الأردنية ثم كمخرج مسرحيات، شارك بعدها في عدة أعمال عربية أهمها مع المخرج السوري نجدت أنزور في مسلسل البواسل عام 2000.
قام بتجربته الأولى في التقديم عام 2002 من خلال برنامج المسابقات «الخزنة» على شاشة التلفزيون الأردني
قدم بعدها أدورا في مسلسلات عربية مشتركة منها التاريخي والبدوي.
عام 2012 عاد إلى روسيا ليقدم نشرات الأخبار على قناة روسيا اليوم والتي تبث من موسكو حتى نهاية العام 2014. عاد بعدها إلى الأردن لينضم مع بداية عام 2015، إلى فريق تقديم البرنامج الصباحي دنيا يا دنيا على قناة رؤيا الأردنية والتي تعود ملكيتها إلى مجموعة الصايغ. بعدها قدم نشرة الأخبار على نفس المحطة.

## أعماله

### مسرحيات
- 1997: حببينا بعضينا :المخرج.جواد الأسدي
- 1999: الترويض : إخراج نجوى قندقجي.[5]
- 2000: كلام جرايد (مخرج).[6]

### المسلسلات
- 2021: صقار.
- 2019: درب الشهامة.
- 2018: أبناء العلقة.
- 2017: شوق.
- 2016: سمرقند.[7]
- 2016: وعد الغريب.
- 2014: طوق الإسفلت.
- 2012: توم الغرة.
- 2011: بوابة القدس.
- 2011: النهر الحزين.
- 2010: شهرزاد.
- 2010: الحب الأولاني.
- 2010: معاوية بن أبي سفيان.
- 2010: الحبيب الأولي.
- 2005: ويبقى.
- 2004: عذراء الجبل.
- 2002: امرؤ القيس.
- 2001: مقامات بديع الزمان الهمذاني
- 2001: ذي قار.
- 2001: الدرب الطويل.
- 2000: البواسل.
- 1999: بقايا صور.
- 1998: عرس الصقر.
- 1998: قمر وسحر.
- 1997: شهناز في بلاد الألغاز.
- 1997: الحياة أولا - فيلم تلفزيوني.
- 1995: أبو حيان التوحيدي

## تقديم البرامج
- 2019:عيش الأردن:التلفزيون الأردني[8]
- 2018: أخسر وأربح : قناة رؤيا.
- 2015: دنيا يا دنيا، نشرة الأخبار، : قناة رؤيا.
- 2012- 2014: نشرة الأخبار: روسيا اليوم.
- 2002: الخزنة:التلفزيون الأردني.[9]

## روابط خارجية
- رشيد ملحس على موقع قاعدة بيانات الأفلام العربية